# Facimiech
Der Facimiech ist ein Berg in den polnischen Mittleren Pieninen, einem Gebirgszug der Pieninen, mit 668  m. ü.N.N. Er liegt im Massiv Trzy Korony. Die Felswand des Facimiech fällt fast senkrecht ca. 330 Meter hinab in das Tal des Dunajec. Der Felsgipfel wird von drei Seiten vom Dunajec in einer Flussschleife umgeben.

## Lage und Umgebung
Der Facimiech liegt im Hauptkamm der Pieninen. Südöstlich des Gipfels liegt der Dunajec-Durchbruch, nördlich liegt das Tal der Krośnica. 

## Etymologie
Der Name rührt von einer seiner Almen und lässt sich als Faci-Moos übersetzen. 

## Tourismus
Der Gipfel liegt im Pieninen-Nationalpark. Er ist nicht für Touristen zugänglich. 